# Marian Szatybełko
Marian Szatybełko (ur. 4 sierpnia 1928 w Józisze, zm. 21 maja 2021 w Gdańsku) – polski przyrodnik i polityk, doktor nauk przyrodniczych, poseł na Sejm IX oraz X kadencji.

## Życiorys
Syn Kacpra i Jadwigi. W czasie II wojny światowej walczył w brygadzie „Wiktor” Armii Krajowej na Wileńszczyźnie. Ukończył w 1952 studia na Wydziale Rolniczym Szkoły Głównej Gospodarstwa Wiejskiego w Warszawie (ze specjalizacją rybacką), a w 1959 został absolwentem Wydziału Rybactwa Wyższej Szkole Rolniczej w Olsztynie. Studiował również na Wydziale Elektrycznym Politechniki Gdańskiej (1953–1955). W 1975 na Akademii Rolniczej w Szczecinie uzyskał stopień naukowy doktora inżyniera nauk przyrodniczych (specjalność technika połowu). Od 1952 pozostawał zatrudniony w Morskim Instytucie Rybackim. Wraz z Józefem Krępą wynalazł i opatentował sposób wybierania włoka na pokład statku rybackiego. W latach 1980–1981 należał do Niezależnego Samorządnego Związku Zawodowego „Solidarność”. Był także przewodniczącym oddziału wojewódzkiego Polskiego Związku Katolicko-Społecznego. Od 1983 zasiadał w komitecie wykonawczym rady wojewódzkiej Patriotycznego Ruchu Odrodzenia Narodowego w Gdańsku.
W 1985 i 1989 uzyskiwał mandat posła na Sejm PRL w okręgu Gdynia. W pierwszej kadencji zasiadał w Komisji Budownictwa, Gospodarki Przestrzennej, Komunalnej i Mieszkaniowej, Komisji Współpracy Gospodarczej z Zagranicą i Gospodarki Morskiej, Komisji Współpracy Gospodarczej z Zagranicą oraz Komisji Gospodarki Morskiej oraz w dwóch komisjach nadzwyczajnych. W trakcie drugiej kadencji zasiadał w Komisji Polityki Społecznej, Komisji Przekształceń Własnościowych, Komisji Zdrowia oraz Komisji Nadzwyczajnej do rozpatrzenia projektów ustaw dotyczących zmian systemowych w gospodarce.
1 grudnia 1989 Sejm X kadencji unieważnił jego wybór. Ponownie ubiegał się o mandat poselski w wyborach uzupełniających, które odbyły się 11 lutego 1990, odzyskując mandat poselski. Ponownie złożył ślubowanie 8 marca 1990. W 1991 bez powodzenia kandydował do Senatu w województwie gdańskim z ramienia Wyborczej Akcji Katolickiej. Wycofał się z aktywności politycznej, pozostał aktywnym działaczem organizacji pozarządowych (m.in. sopockiego Stowarzyszenia Pomocy Osobom Niepełnosprawnym SPON).
Został pochowany na cmentarzu komunalnym w Sopocie.

## Odznaczenia
- Krzyż Kawalerski Orderu Odrodzenia Polski (1989)
- Złoty Krzyż Zasługi (1985)
- Medal 40-lecia Polski Ludowej[6]